# التلة (ولاية سطيف)
التلة (بالإنجليزية: Al Tella)‏ هي مدينة وبلدية الجزائرية تابعة إداريا وإقليميا إلى دائرة حمام السخنة الكائنة في ولاية سطيف، تقع جنوب شرق ولاية سطيف، تبعد عن مدينة سطيف 42 كلم وهي بلدية تعدادها السكاني حوالي 6000 نسمة، إحصاء 2008.  